# Haus Amstenrath

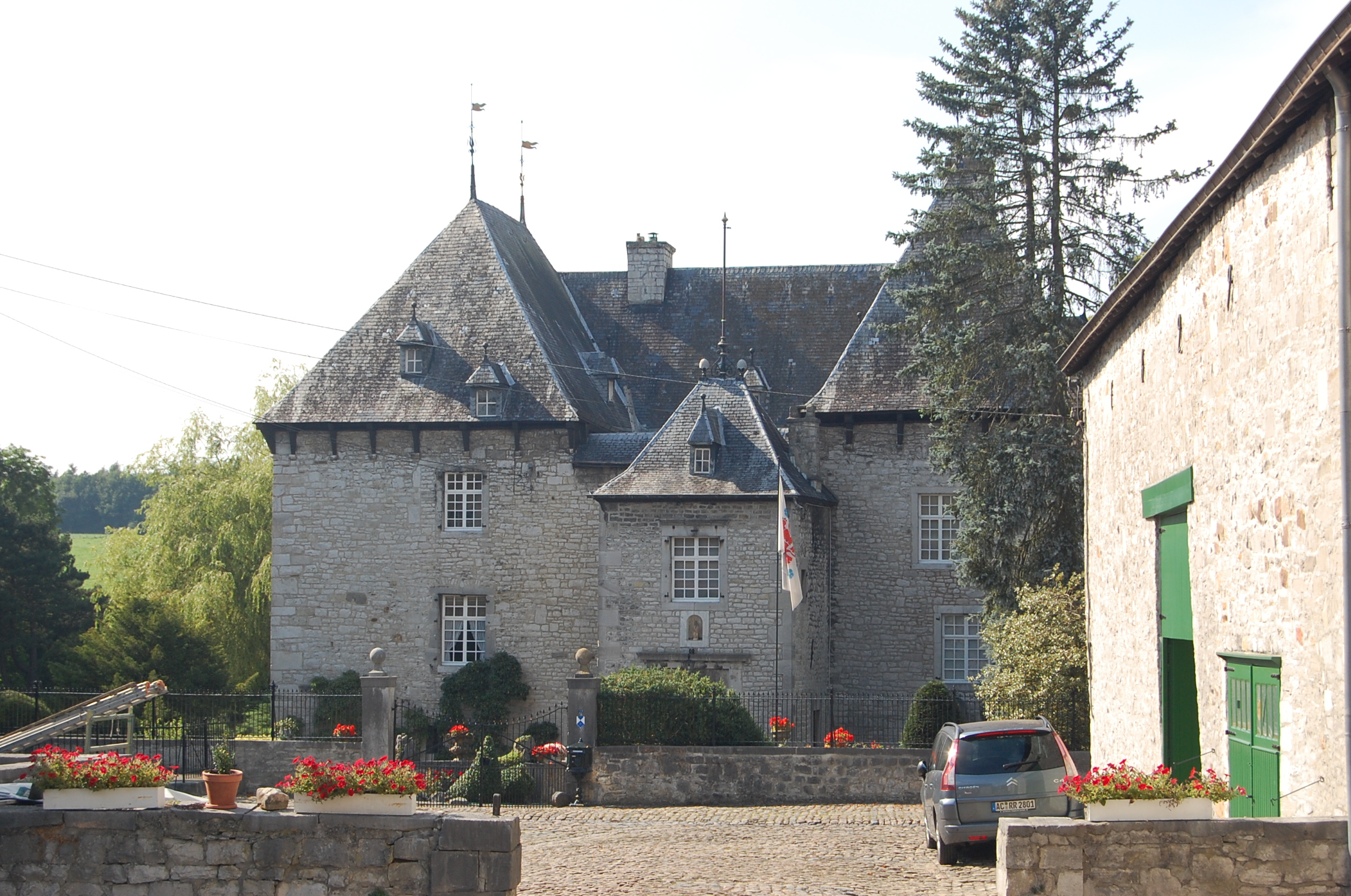
Haus Amstenrath, Ansicht aus Richtung der Vorburg

Das Haus Amstenrath, auch Amstenrather Haus, Kleines Haus und Reuschenberger Haus oder einfach Herrenhaus genannt, ist ein Wasserschloss in Eynatten, einem Ortsteil der Gemeinde Raeren im deutschsprachigen Teil Belgiens. Durch ein Mitglied der Familie von Eynatten erbaut, kam es über eine Erbtochter erst an die Familie von Reuschenberg, dann an die von Harff, ehe der Besitz 1647 an Arnold Huyn von Amstenrath fiel. Er ließ ein neues Schloss errichten, das über weitere Erbtöchter immer wieder den Besitzer wechselte, ehe 1817 die Familie von Franssen zu Cortenbach Eigentümerin wurde. Ihren Nachfahren gehört Haus Amstenrath noch heute.
Die Anlage steht als geschütztes Denkmal seit dem 3. Juni 1987 unter Denkmalschutz. Sie befindet sich in Privatbesitz und ist nicht zu besichtigen. Nur rund 200 Meter südwestlich steht in unmittelbarer Nähe das Vlattenhaus.

## Geschichte

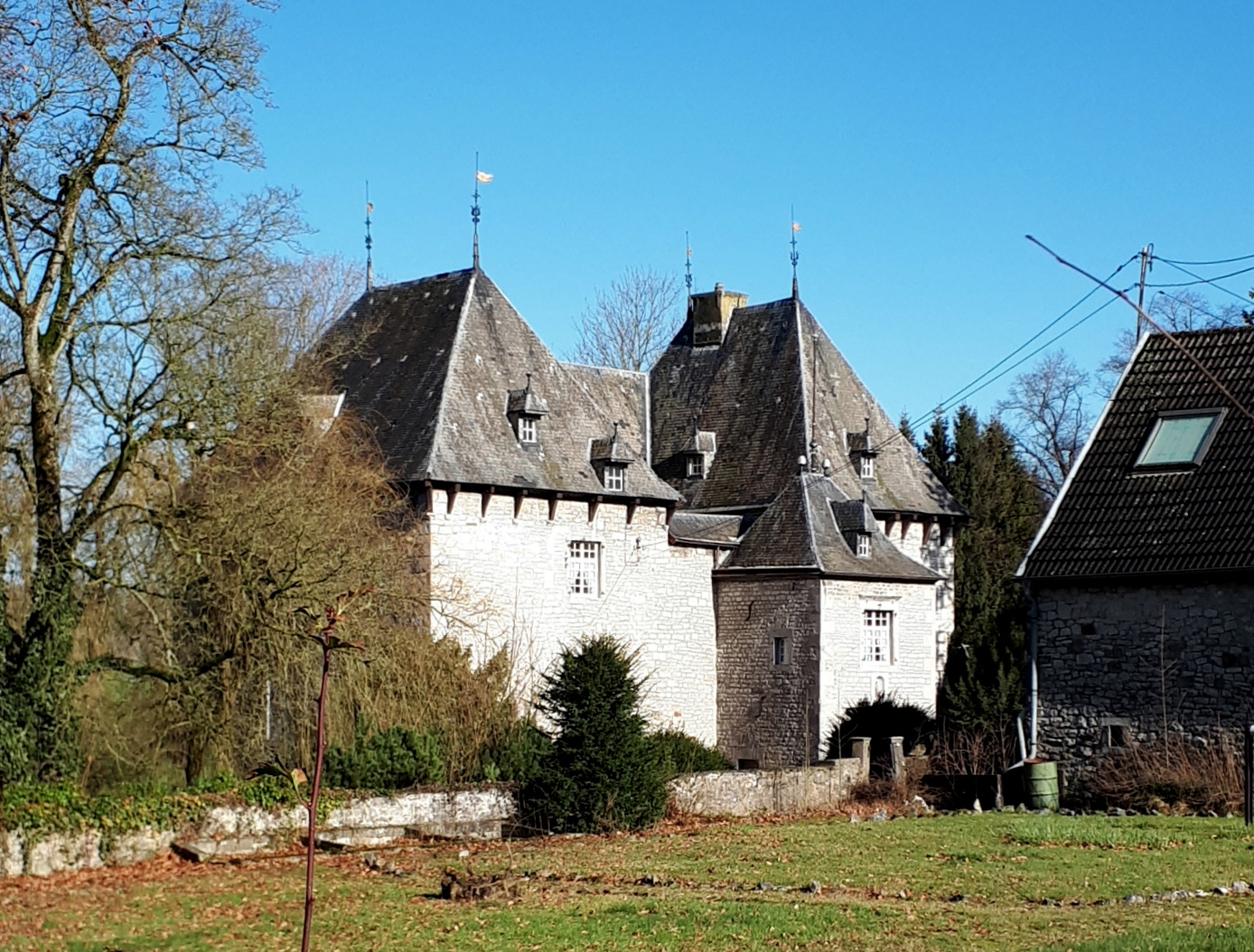
Haus Amstenrath, rückseitige Ansicht

Die Geschichte von Haus Amstenrath ist in den Anfängen eng mit der des benachbarten Vlattenhauses verbunden, denn beide waren Eigentum der Familie von Eynatten. Die Brüder Peter und Johann von Eynatten teilten den Familienbesitz untereinander auf. Johanns gleichnamiger Sohn ließ wohl in der zweiten Hälfte des 14. Jahrhunderts an der Stelle des heutigen Schlosses einen befestigten Gutshof errichten, während Peter nur kurz danach das Vlattenhaus bauen ließ. Zur Unterscheidung der beiden Anlagen wurde Johanns Gut „Kleines Haus“ genannt, während das Vlattenhaus als „Großes Haus“ bekannt war. Johann von Eynatten heiratete 1398 Johanna von Neuburg, die Erbin von Schloss Neuburg und der Herrschaft Gulpen im Herzogtum Limburg.
1431 war Amstenrath im Besitz von Colyn Beissel, denn in jenem Jahr verkaufte er es an Jacob von Rabottrad. Schon 1447 gehörte es aber Martin von der Heyden, der es an Arnold von Benssenraede übertrug. Dessen Tochter brachte es durch Heirat an ihren Mann Johann von Binsfeld. Im Jahr 1501 verkauften die Kinder des Paares das damals noch Bestenraedter Hof genannte Haus an Servatius (auch Vaes) von Eynatten, Forstmeister des Herzogtums Limburg und Enkel des Erbauers. Er ließ den Hof 1508 durch einen Neubau ersetzen, den er seinem Sohn Johann Nikolaus vermachte. Dessen Tochter und Erbin Agnes heiratete Jakob von Reuschenberg, wodurch der Besitz an dessen Familie kam und zwischenzeitlich Reuschenberger Haus hieß.
Über die Erbtochter des Paares gelangte der Besitz an die Familie von Harff. Nachdem es 1599 als Erbe an Gotthard von Harff gefallen war, übertrug er es 1611 als Aussteuer für seine Schwester Anna an seinen Schwager Frambach von Gulpen. Annas Ehe blieb kinderlos, und so fiel das Haus an die noch unmündigen Kinder ihres Bruders zurück. Deren Vormünder überließen es im Jahr 1647 einem Onkel mütterlicherseits, Arnold Huyn von Amstenrath, zur Begleichung von offenen Verbindlichkeiten. Er ließ die Anlage umbauen und gab ihr damit ihr heutiges Aussehen. Seitdem war sie als Amstenrather Haus bekannt. Nachdem Arnold 1651 auch die Herrschaftsrechte über Eynatten und Hauset erworben hatte, wurden diese zu einer eigenen Herrschaft erhoben, weshalb für Haus Amstenrath auch die Bezeichnung Herrenhaus geläufig war.
Per Erbgang kam die Anlage 1663 an Arnolds Tochter Clara Anna und ihren Mann Gerhard van Dieden Malatesta, einen Kavalleriekapitän in spanischen Diensten. Sie verpfändeten das Haus für einen Kredit, den ihnen ein Mitglied der Familie van den Bergh gewährte. Das Pfandrecht gelangte als Erbe an Anna Maria van den Bergh, verheiratete Gräfin von Limburg-Stirum und Bronkhorst, deren Tochter Anna Bernhardine den Freiherrn Philipp Wilhelm von Hoensbroech heiratete und das Pfandrecht mit in die Ehe brachte. Ihr Mann machte das Pfand bei Johann Arnold von Dieden Malatesta geltend, der seit 1667 Schlossherr war, doch dieser konnte die Pfandschaft nicht einlösen. Philipp Wilhelm von Hoensbroech ließ Haus Amstenrath deshalb mitsamt seinem 232 Morgen großen Landbesitz im Jahr 1701 beschlagnahmen, um es verkaufen zu lassen. Die Beschwerde der Geschwister von Dieden Malatesta gegen dieses Vorgehen beim Lehnshof in Brüssel blieb erfolglos, der Besitz wurde der Familie Hoensbroech zugesprochen. Um Haus Amstenrath dennoch halten zu können, liehen sich die Geschwister Geld bei dem Aachener Kaufmann Nikolaus Moeren, der den Besitz 1704 schließlich von ihnen erwarb.
Nach Moerens Tod im Jahr 1709 gelangte Amstenrath an seine Tochter Johanna, die 1687 den Aachener Bürgermeister Johann Kaspar Deltour geheiratet hatte. Er wurde 1712 mit dem Schloss belehnt. Gemeinsam ließ das Paar die Anlage nach dem Geschmack der damaligen Zeit umgestalten. Sie bekam unter anderem neue Fenster und die heutige Zugangsbrücke. Die Innenräume erhielten eine neue Gestaltung mit Stuckdecken nach französischen Vorbildern. 1733 erbte der Sohn Johann Caspar den Besitz, der nach seinem Tod 1743 an seinen jüngeren Bruder Johann Jakob Joseph ging. Dessen Erbin war seine Cousine Anna Maria Theresa, die 1746 Nikolaus Leonhard Charlier geheiratet hatte und ihm Haus Amstenrath zubrachte. Die Charliers machten hohe Schulden und mussten auf Gerichtsbeschluss die Anlage 1780 oder 1785 verkaufen.
Neuer Eigentümer wurde der Eupener Tuchkaufmann und Bürgermeister Arnold Roemer Lambertz, der auch schon das Vlattenhaus sein Eigen nannte. Nach seinem Tod im Jahr 1788 erbte seine Tochter Maria Sibylle den Besitz und vermachte ihn noch vor ihrem Tod am 10. März 1817 ihrem Mann Andreas Joseph Franssen, Bürgermeister von Eynatten. Den Nachfahren seiner Familie, die heute Franssen von Cortenbach heißt, gehört Haus Amstenrath noch heute. Nach dem Tod von André Joseph Hubert Robert Franssen von Cortenbach im Jahr 1946 kam das Haus an seine Witwe Marie Tychon und die gemeinsamen Kinder. Mit Bescheid vom 3. Juni 1987 wurde es rückwirkend zum 1. Januar 1985 unter Denkmalschutz gestellt.

## Beschreibung

Schematischer Lageplan der Anlage

Haus Amstenrath ist eine zweiteilige Anlage, bestehend aus einer Vorburg und dem nordwestlich davon stehenden Herrenhaus. Die Gebäude sind von einem Park im Landschaftsstil umgeben, in dem ein gotisches Kreuz aus dem Jahr 1584 aufgestellt ist.
Die dreiflügelige Vorburg besteht aus Wirtschaftsgebäuden aus Blaubruchstein, die im 19. Jahrhundert stark verändert worden sind und einen Hof mit Kopfsteinpflaster umgeben. Zwei Scheunen sind durch Maueranker auf die Jahre 1826 und 1829 datiert. Die Satteldächer der Vorburgtrakte besitzen eine Ziegeldeckung. An der Süd- und Ostecke standen früher quadratische Türme, von denen heute aber nur noch die Stümpfe erhalten sind.
Das Herrenhaus steht auf einer viereckigen Insel. Der sie umgebende Wassergraben ist auf der westlich gelegenen Rückseite zu einem Schlossteich erweitert. Das Gebäude mit Eckquaderungen war ursprünglich einmal ein dreiflügeliger Bruchsteinbau, dessen offene Ostseite später durch eine hohe Mauer geschlossen wurde. Die zwei Geschosse des Herrenhauses sind von schiefergedeckten Walmdächern mit Wetterfahnen abgeschlossen. Arnold Huyn von Amstenrath setzte im 17. Jahrhundert einen Torbau vor die Ostmauer, zu dem von Südosten kommend eine Zugbrücke über den Graben führte. Diese ist heute durch eine dreibogige Steinbrücke ersetzt. Der rundbogige Eingang des Torbaus besitzt ein profiliertes Gesims über dem Sturz. Darüber befindet sich eine Nische mit der Umschrift „w sub tuum Praesidium“ und einer kleinen Statuette.
Der Torbau führt zu einem engen, rechteckigen Innenhof, der Zugang zu den drei Gebäudeflügeln gewährt. Über einem der rundbogigen Eingänge mit Hausteinfassung hängt das steinerne Wappen des Arnold Huyn von Amstenrath. Die hofseitigen Fassaden bestehen, im Gegensatz zum Rest des Gebäudes, aus verputztem Fachwerk.